# Rollo & King
Rollo & King was een Deense muziekgroep.

## Biografie
Rollo & King werd opgericht in 2000 door Søren Poppe en Stefan Nielsen. Ze noemden de groep naar twee hondennamen. In datzelfde jaar bracht het duo een eerste album uit onder de titel Midt i en løbetid, dat dertien weken in de Deense hitparades vertoefde. Een jaar later nam de groep deel aan Dansk Melodi Grand Prix, de Deense voorronde voor het Eurovisiesongfestival. Met het nummer Der står et billede af dig på mit bord en wonnen ze Dansk Melodi Grand Prix 2001. Hierdoor mochten ze hun vaderland vertegenwoordigen op het Eurovisiesongfestival 2001, dat in de Deense hoofdstad Kopenhagen werd gehouden. Daar eindigde het duo op de tweede plaats. In eigen land belandde het nummer op één in de hitlijsten.
Na het Eurovisiesongfestival bracht het duo nog een tweede album uit onder de titel Det nye kuld. In 2002 werd Rollo & King opgedoekt.
1957: Birthe Wilke & Gustav Winckler · 
1958: Raquel Rastenni · 
1959: Birthe Wilke · 
1960: Katy Bødtger · 
1961: Dario Campeotto · 
1962: Ellen Winther · 
1963: Grethe & Jørgen Ingmann · 
1964: Bjørn Tidmand · 
1965: Birgit Brüel · 
1966: Ulla Pia · 
1978: Mabel · 
1979: Tommy Seebach · 
1980: Bamses Venner · 
1981: Tommy Seebach & Debbie Cameron · 
1982: Brixx · 
1983: Gry Johansen · 
1984: Hot Eyes · 
1985: Hot Eyes · 
1986: Trax · 
1987: Anne Cathrine Herdorf & Bandjo · 
1988: Hot Eyes · 
1989: Birthe Kjær · 
1990: Lonnie Devantier · 
1991: Anders Frandsen · 
1992: Lotte Nilsson & Kenny Lübcke · 
1993: Tommy Seebach Band · 
1995: Aud Wilken · 
1997: Kølig Kaj · 
1999: Michael Teschl & Trine Jepsen · 
2000: Olsen Brothers · 
2001: Rollo & King · 
2002: Malene · 
2004: Tomas Thordarson · 
2005: Jakob Sveistrup · 
2006: Sidsel Ben Semmane · 
2007: DQ · 
2008: Simon Mathew · 
2009: Niels Brinck · 
2010: Chanée & N'evergreen · 
2011: A Friend in London · 
2012: Soluna Samay · 
2013: Emmelie de Forest · 
2014: Basim · 
2015: Anti Social Media · 
2016: Lighthouse X · 
2017: Anja Nissen · 
2018: Rasmussen · 
2019: Leonora · 
2021: Fyr & Flamme · 
2022: REDDI · 
2023: Reiley · 
2024: Saba · 
2025: Sissal